# Jaki Byard
Jaki (John) Byard, född 15 juni, 1922, död 11 februari, 1999, var en amerikansk jazzpianist och kompositör, som även bland annat spelade trumpet och saxofon. Han var anmärkningsvärd för sin eklektiska musikstil som förenade allt från ragtime och stride till frijazz.
Byard började spela professionellt vid 15 års ålder. Efter att ha deltagit i andra världskriget turnerade han med Earl Bostic i slutet av 1940-talet, och 1951 gjorde han sin inspelningsdebut tillsammans med Charlie Mariano. Senare var han medlem i Herb Pomeroys (1952-55, spelade in 1957) och Maynard Fergusons (1959-62) band.
Byard spelade omfattande med Charles Mingus under perioderna 1962 till 1964 och 1970, och turnerade med honom 1964 i Europa. Han har även gjort betydelsefulla inspelningar som studiomusiker med Eric Dolphy, Booker Ervin och Sam Rivers. Under eget namn har han spelat in en rad av album för skivbolaget Prestige under 1960-talet. Han undervisade vid New England Conservatory, Manhattan School of Music, Hartt School of Music och New School for Social Research.

## Fotnoter
1. 1 2  SNAC, SNAC Ark-ID: w6pg2qp8, läs online, läst: 9 oktober 2017.[källa från Wikidata]
2. ↑  Eileen Southern, Biographical Dictionary of Afro-American and African Musicians, Greenwood Publishing Group, 1982.[källa från Wikidata]